# Ruth Seidl

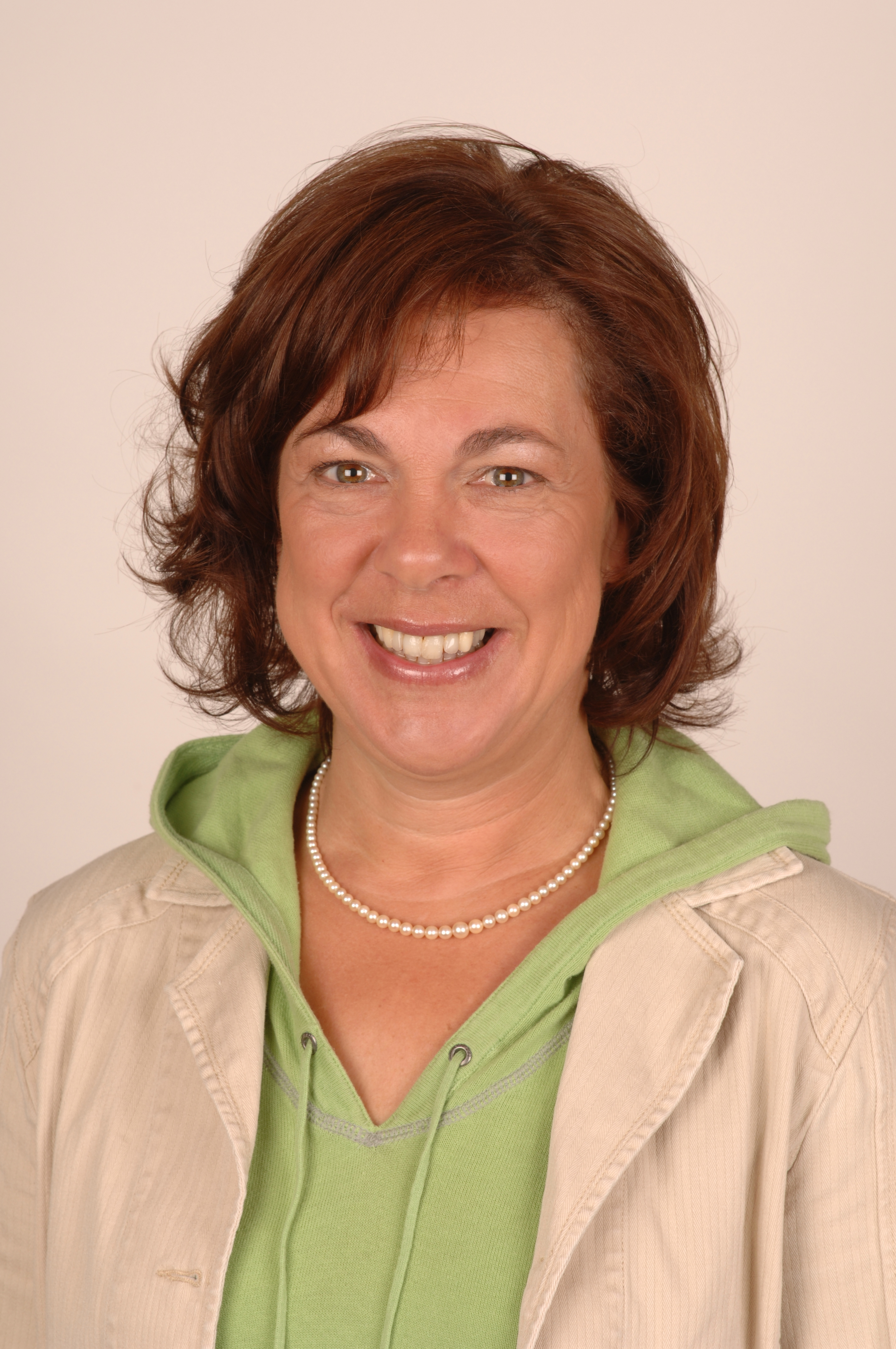
Ruth Seidl

Ruth Seidl (* 7. Juli 1953 in Ratheim) ist eine deutsche Politikerin von Bündnis 90/Die Grünen. Sie war mit einer Ausnahme von wenigen Monaten im Jahr 2005 durchgängig seit 2000 im Landesparlament von Nordrhein-Westfalen bis 2017 vertreten.

## Leben
Seidl absolvierte nach ihrem Abitur im Jahr 1973, ein Studium der Musikwissenschaften, der Völkerkunde und der Orientalischen Kunstgeschichte. Zwischen 1973 und 1983 studierte sie an den Universitäten in Bonn und Freiburg, im Jahr 1983 folgte ihre Promotion. Anschließend war sie bis 1990 als freie Journalistin tätig. Seidl ist verheiratet und hat drei Kinder.

## Politik
Seidl wurde 1991 Mitglied von Bündnis 90/Die Grünen. Von 1991 bis 1994 war sie Kreisgeschäftsführerin der Grünen im Kreisverband und in der Kreistagsfraktion Heinsberg und anschließend bis 2000 Landesgeschäftsführerin der Grünen Nordrhein-Westfalen. Außerdem war sie von 1994 bis 2000 qua Amt als Landesgeschäftsführerin im Landesvorstand der Grünen in Nordrhein-Westfalen. Seit Mai 2000 gehörte sie dem nordrhein-westfälischen Landtag an. Ruth Seidl war Sprecherin ihrer Fraktion im Ausschuss für Innovation, Forschung und Technologie und Mitglied im Ausschuss für Haushaltskontrolle. Stellvertretendes Mitglied war sie im Ausschuss für Kultur, im Ausschuss für Schule und Weiterbildung, im Innenausschuss sowie im Haushalts- und Finanzausschuss des Landtags NRW. Seit 2009 gehört Seidl dem neu gegründeten Kunst- und Musikhochschulbeirat des Landes NRW an, der das Land  bei der Fortentwicklung der nordrhein-westfälischen Kunsthochschulen und ihren künstlerischen Studienangeboten begleitend berät. 2013 wurde sie vom Aufsichtsrat der Heinrich-Böll-Stiftung e.V. in den Fachbeirat des Studienwerks berufen. Darüber hinaus wurde Ruth Seidl im Juni 2014 zur Vorsitzenden des Frauenkulturbüros NRW e.V. gewählt.
Seit 2019 ist sie Vorstandssprecherin des Grünen Kreisverbands Heinsberg.
Nach der Kommunalwahl 2020 wurde sie auch in den Vorstand der Grünen-Fraktion im LVR gewählt.